# Henry Percy, 7:e hertig av Northumberland
Henry Percy, 7:e hertig av Northumberland, född 29 maj 1846, död 14 maj 1918, var en brittisk konservativ politiker.
Han var, liksom fadern Algernon Percy, 6:e hertig av Northumberland (1810–1899), parlamentsledamot och tjänstgjorde i Disraelis regering 1874–1875. År 1874 blev han också medlem av the Privy Council, liksom fadern. 1899 erhöll han Strumpebandsorden och var lordlöjtnant över Northumberland 1904–1918.
Han gifte sig 1868 med Lady Edith Campbell (1849–1913), dotter till George Campbell, 8:e hertig av Argyll, och svägerska till bland andra prinsessan Louise, hertiginna av Argyll.

## Barn
- Lady Louisa Elizabeth Percy (1869–1893)
- Lady Edith Eleanor Percy (1869–1937)
- Henry Algernon, Earl Percy (1871–1909), MP m.m.,
- Lady Josceline Percy (1872–1898)
- Lady Margaret Percy (1873–1934)
- Lady Victoria Percy (1875–1958)
- Lord Ralph William Percy (1877–1889)
- Lady Mary Percy (1878–1965); gift 1909 med Aymer Edward Maxwell (1877–1914)
- Alan Percy, 8:e hertig av Northumberland (1880–1930); gift 1911 med Lady Helen Gordon-Lennox (1886–1965)
- Lord William Percy (1882–1963); gift 1922 med Mary Swinton (1899–1984)
- Lord James Percy (1885–1903)
- Lord Eustace Sutherland Campbell, 1953 Baron Percy of Newcastle (1887–1958); gift 1918 med Stella Katherine Drummond (1895–1982)
- Lady Muriel Percy (1890–1956)